# Лопсанчап, Ооржак Чываажыкович
Ооржак Чываажыкович Лопсанчап — тувинский овцевод, председатель колхоза «30 лет Октября» Дзун-Хемчикского района Тувинской автономной области, общественный деятель. Герой Социалистического Труда (1959). Член делегации Тувинской Народной Республики, передавшей в 1944 году Советскому правительству просьбу тувинского народа о вхождении в состав СССР.

## Биография
Оорджак Лопсанчап родился в 1903 году в селе Хор-Тайга, в местечке Чанагаш-Аксы (ныне — на территории Дзун-Хемчикского кожууна Республики Тува) в семье одного из сильнейших борцов района Чываажыка Ооржака. С детства помогал родителям по хозяйству: пас скот, доил овец и коз, ходил за дровами и водой. Став подростком, чтобы как-то выжить, вместе с отцом нанимался на работу к состоятельным людям. Будучи уже взрослым человеком, обучался на курсах по ликвидации безграмотности.
В 1924 году Лопсанчап женился на Ыйме Чаш-ооловне Ондар; впоследствии у пары родились 8 детей.
В конце 1920-х годов в Туве начался процесс перехода на социалистический уклад в сельском хозяйстве, что вылилось в создание товариществ по совместной обработке земли и по улучшению животноводства. Первое товарищество в Баян-Тале организовали в 1931 году, а Ооржак Чываажыкович почти десять лет работал его председателем. В 1940 году за достижения в области животноводства Указом Президиума Малого Хурала Тувинской Народной Республики Лопсанчап был награжден почётной грамотой. В 1942 году он стал председателем сумонного Совета Баян-Тала Дзун-Хемчикского кожууна, а через год избран членом пленума Дзун-Хемчикского хошунного комитета Тувинской народно-революционной партии.
В 1944 году в жизни Ооржака Чываажыковича, по его собственным словам, случилось самое знаменательное событие: он стал членом отправившейся в Москву тувинской делегации, которая передала Советскому правительству просьбу народа о вхождении Тувинской Народной Республики в состав Советского Союза.
В 1947 году Товарищество  по  общественному  развитию  животноводства  и  земледелия (ТОЖзем) имени Ворошилова, в котором объединились 13 домохозяйств, было преобразовано в колхоз имени 30-летия Октября. Одними из первых его членами стала семья Лопсанчапа, задавшая тон для перехода; Ооржак же был выбран председателем колхоза. В 1949 году, когда возникла необходимость перевести полеводство на более высокую ступень организации труда, Партия направила Лопсанчапа возглавить эту работу, назначив  бригадиром полеводов села Баян-Тала, однако уже спустя год он вернулся на руководящую должность в качестве заместителя председателя колхоза.
В 1952 году Ооржак Чываажыкович написал заявление о намерении вернуться в животноводство — колхоз пошёл ему навстречу, выделив скот для выпаса. Работая бригадиром чабанской бригады, Лонсанчап пришёл к выводу, что именно овцеводство, как традиционный вид хозяйственной деятельности, должно стать основой всего сельского хозяйства Тувы, выступив с этой инициативой на республиканском уровне. Приняв колхозную отару, он из года в год стал добиваться хороших результатов. В 1958 году возглавил чабанскую бригаду колхоза. Творчески внедрял передовой опыт и прогрессивные методы организации труда в животноводстве, в результате чего им был испытан «метод двух окотов». Накануне 1960 года Лопсанчап вместе со своими помощниками подвели итоги минувшего года: согласно подсчётам от каждых ста овцематок ими было получено 162 ягнёнка, что явилось рекордом.
Указом Президиума Верховного Совета СССР от 25 декабря 1959 года «за самоотверженный труд и достижение высоких показателей в развитии овцеводства, получение в 1959 году 160 ягнят от каждых 100 овцематок» Лопсанчап Оорджак Чываажик удостоен звания Героя Социалистического Труда с вручением ордена Ленина и золотой медали «Серп и Молот».

## Память
Ооржак Чываажыкович  скончался в апреле 1977 года. Спустя 7 лет, в мае 1984 года в «Тувинской правде» вышла статья под заголовком «Улицам дать звонкие имена», согласно которой Постановлением Совета Министров Тувинской АССР в целях увековечения памяти государственных и общественных деятелей, героев войны и труда Заречная улица Кызыла была переименована в улицу Ооржака Лопсанчапа.